# Thomas Verny
Pour les articles homonymes, voir Verny (homonymie).

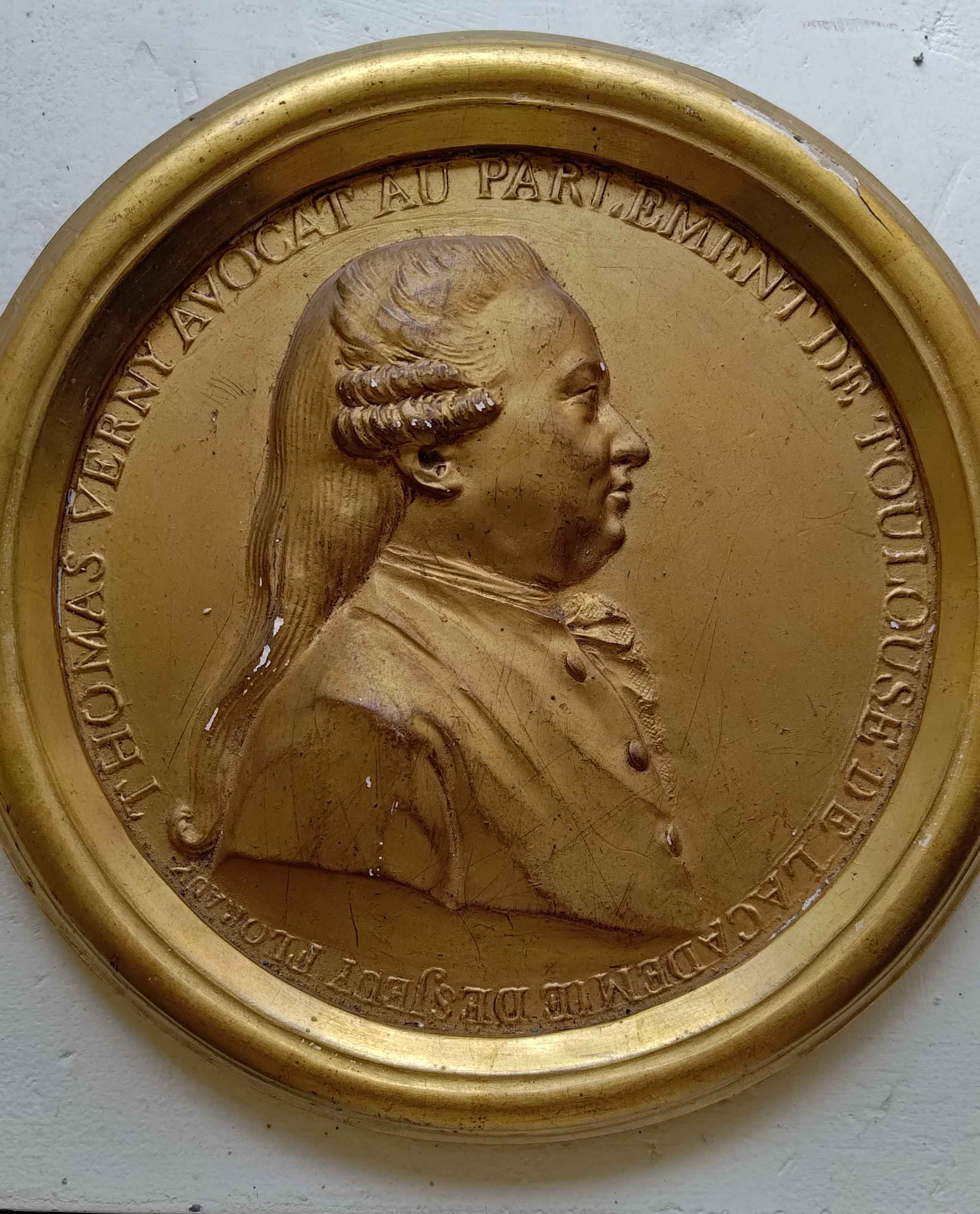
Portrait vue de profil

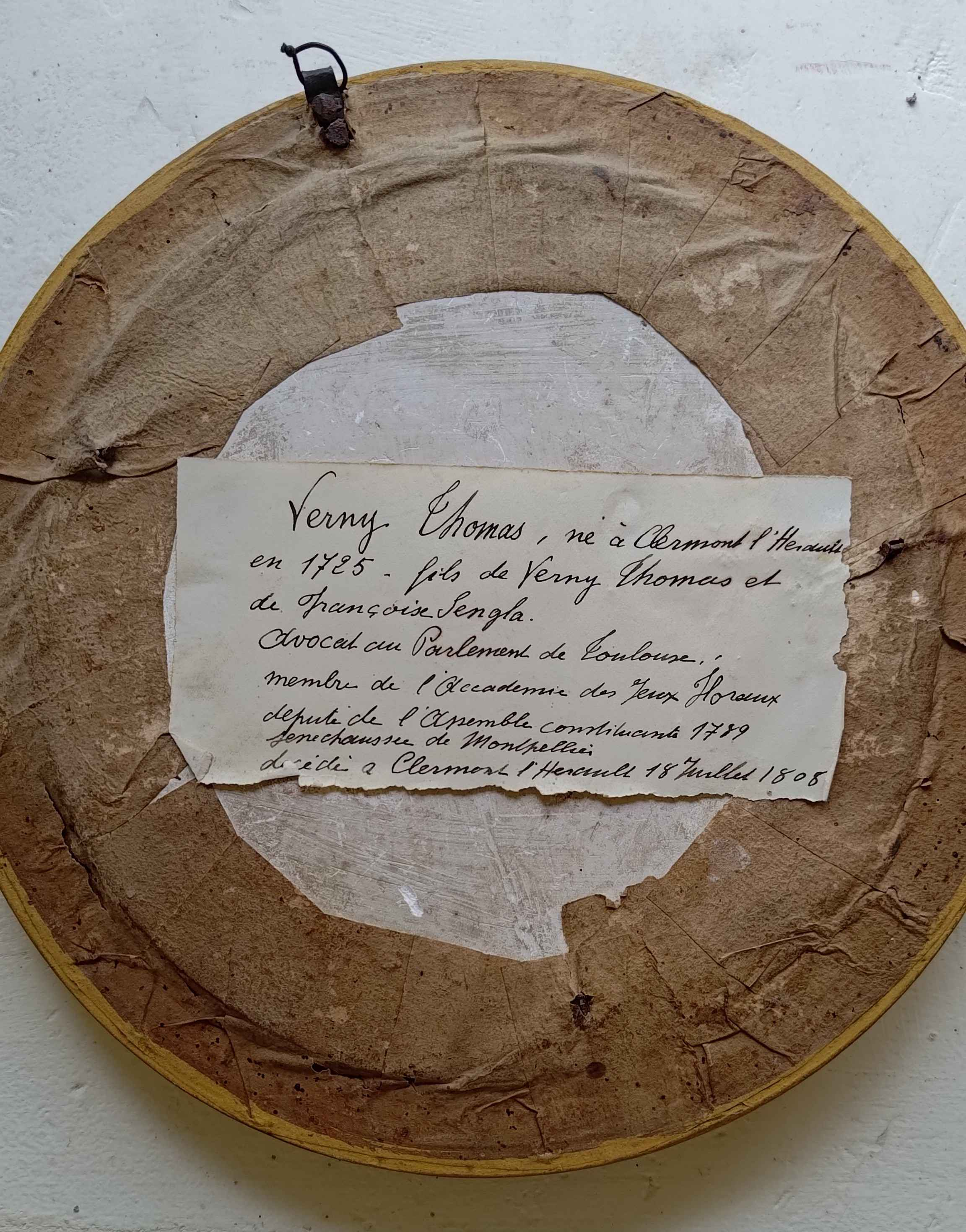
Note d'information de Thomas Verny

Thomas Verny (né en 1725 à Clermont - mort le 18 juillet 1808 à Clermont-l'Hérault) était un juriste et homme politique français, qui fit une carrière politique au début de la Révolution.

## Biographie
Son oncle, Jean Verny, un célèbre et riche médecin de Montpellier, qui avait été envoyé par le Régent à Marseille avec François Chicoyneau lors de la peste de 1720, nommé par la suite correcteur en la Chambre des comptes de Montpellier et chevalier de l'ordre de Saint-Michel, se chargea de pourvoir à son éducation. Son oncle le place au collège de l'Oratoire de Pézenas, réputé pour ses méthodes d'enseignement, puis Thomas Verny alla à Toulouse faire son droit. Il est reçu avocat au Parlement de Toulouse, dont il deviendra bâtonnier.
Ami des lettres, il remporte un prix pour son ode La Calomnie, aux mânes de J.B. Rousseau, qu'il a mis au concours en 1753. Deux années plus tard, Verny devient mainteneur des Jeux floraux de Toulouse.
Il quitte la ville de Toulouse en 1782, pour se retirer entre sa maison de Montpellier et la campagne. Il fait reconstruire une maison de maître, connue sous le nom de Grange Verny ou Métairie de Verny.
Thomas Verny est élu député du tiers état de la sénéchaussée de Montpellier (et le même jour premier député de la sénéchaussée de Béziers) aux États généraux de 1789. Il est membre du comité de vérification. Il se retira à la suite de cela dans sa ville natale de Clermont, éloigné des affaires politiques. 
Il est le frère de François Verny (1728-1809), médecin puis avocat et directeur de la Manufacture royale des draps d'Aubenas, et le grand-oncle de Léonce Verny.

## Œuvre
- La Calomnie, aux mânes de J.B. Rousseau

## Sources
- « Thomas Verny », dans Adolphe Robert et Gaston Cougny, Dictionnaire des parlementaires français, Edgar Bourloton, 1889-1891 [détail de l’édition]
- "De la fibre à la fripe": le textile dans la France méridionale et l'Europe méditerranéenne (XVIIe – XXe siècle) : actes du colloque du 21 et du 22 mars 1997
- Recueil de l'Académie des jeux floraux
- Biographie academique, Volume 2
- Armorial du Vivarais, par Florentin Benoît d'Entrevaux

- Ressource relative à la vie publique :   - Base Sycomore
- Notices d'autorité :   - VIAF
  - IdRef

• Acte de décès : Archives départementales de l'Hérault